# 馬卡羅韋 (傑拉日尼亞區)
49°13′26″N 27°50′20″E / 49.22389°N 27.83889°E
馬卡羅韋（烏克蘭語：Макарове）是位於烏克蘭西部的村莊，由赫梅利尼茨基州裡赫梅利尼茨基區的沃夫科溫齊市鎮負責管轄。該村始建於1860年，面積1.11平方公里，海拔高度304米，2001年人口234。